# CSU Sibiu
CSU Sibiu ist ein rumänischer Basketballverein.

## Geschichte
CSU wurde 1971 gegründet. Zu den Erfolgen des Klubs gehören zwei rumänische Meistertitel (1995 und 1999), sowie zahlreiche Teilnahmen in europäischen Wettbewerben. In der Saison 2005/06 belegte CSU in der rumänischen Meisterschaft den dritten Platz, in den Saisons 2016/17 und 2017/18 wurde das Team jeweils Vierter der Liga.